# ضمير الأغنياء (رواية)
ضمير الأغنياء  (بالإنجليزية: The Conscience of the Rich) هي رواية من سلسلة روايات «غرباء وأخوة» للكاتب الإنجليزي سي بي سنو، نشرت عام 1958، عن دار نشر ماكميلان.